# Léo Pariseau
Pour les articles homonymes, voir Pariseau.
Léo Pariseau (24 mai 1882, Grenville (Québec) - 19 janvier 1944) était un médecin, un radiologiste, un scientifique, un historien des sciences, un bibliothécaire et un professeur québécois. Il fut le premier président de l'Acfas et il est considéré comme l'un de ses cofondateurs, avec le frère Marie-Victorin.

## Biographie
Léo Pariseau est né le 24 mai 1882 à Grenville au Québec. Il est le fils de Louis Stanislas Pariseau et Dorothy Lawlor. En 1904, il étudie la médecine à l'Université Laval de Montréal en 1904 et se spécialise en radiologie qu'il exerce de 1906 à la fin de sa carrière. Après avoir travaillé à l'hôpital Notre-Dame, il enseigne à l'École polytechnique de Montréal.
En 1913, il est hygiéniste pour la ville de Sherbrooke, ayant obtenu un doctorat. Pendant la Première Guerre mondiale, il est au service de l'hôpital militaire de Saint-Cloud. 
Pionnier de la radiologie, il dirige son département universitaire ainsi que le département radiologique de l'Hôtel-Dieu de Montréal. En 1923, il devient le premier président de l'Association francophone pour le savoir qui décerne depuis 1944 un prix en son honneur, le Prix Acfas Léo-Pariseau. 
Pariseau conserve minutieusement plus de 4 000 ouvrages scientifiques que l'université acquiert en 1943. À l'époque cette collection est considérée comme la plus importante collection francophone du domaine. Ses ouvrages sont marqués d'un ex-libris réalisé par Jean Lébédeff qui représente un chirurgien du Moyen Âge associé à une Ampoule de Crooks.
Frappé des mêmes souffrances que Wilhelm Röntgen, il cesse de pratiquer son métier en 1938. Le 19 janvier 1944, il meurt à Outremont. La médaille Léo-Pariseau est remise en son honneur.
Une rue et un parc du centre-ville de Montréal portent son nom.

## Auteurs de la collection Léo-Pariseau
- Ambroise Paré
- Athanasius Kircher
- Aristote
- Bartolomeo Eustachi
- Charles Estienne
- Galien
- Georg Agricola
- Hippocrate
- Leonhart Fuchs
- Moyse Charas
- Ottonis de Guericke
- Paracelse
- Jacques Philippe Cornut
- Pietro da Cortona
- Valverde (es)[réf. souhaitée]
- Vésale